# Aigle lutrin

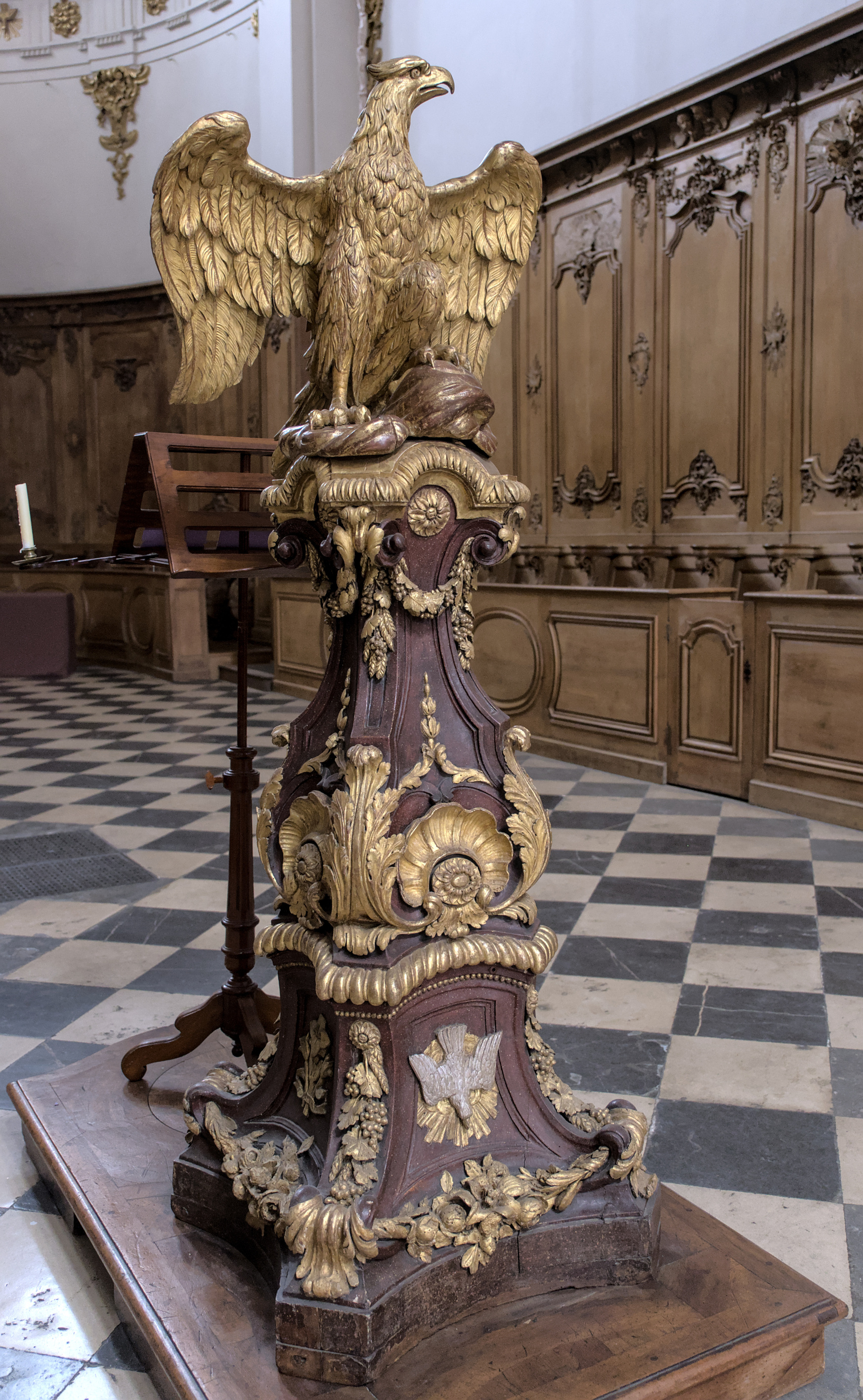
Aigle lutrin dans l'église Saint-Bruno-les-Chartreux de Lyon

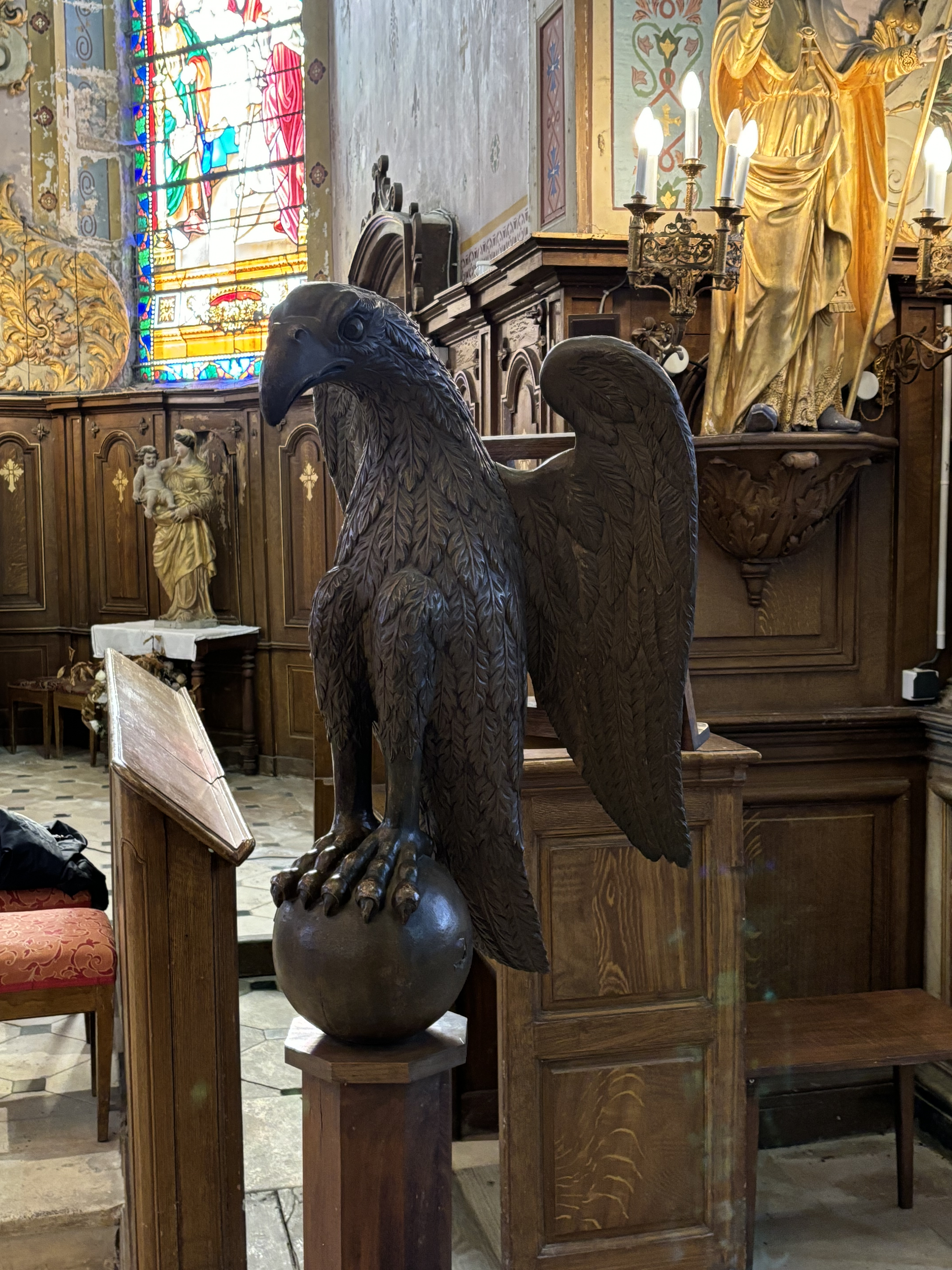
Aigle lutrin en l'église Saint-Amand de Rarécourt

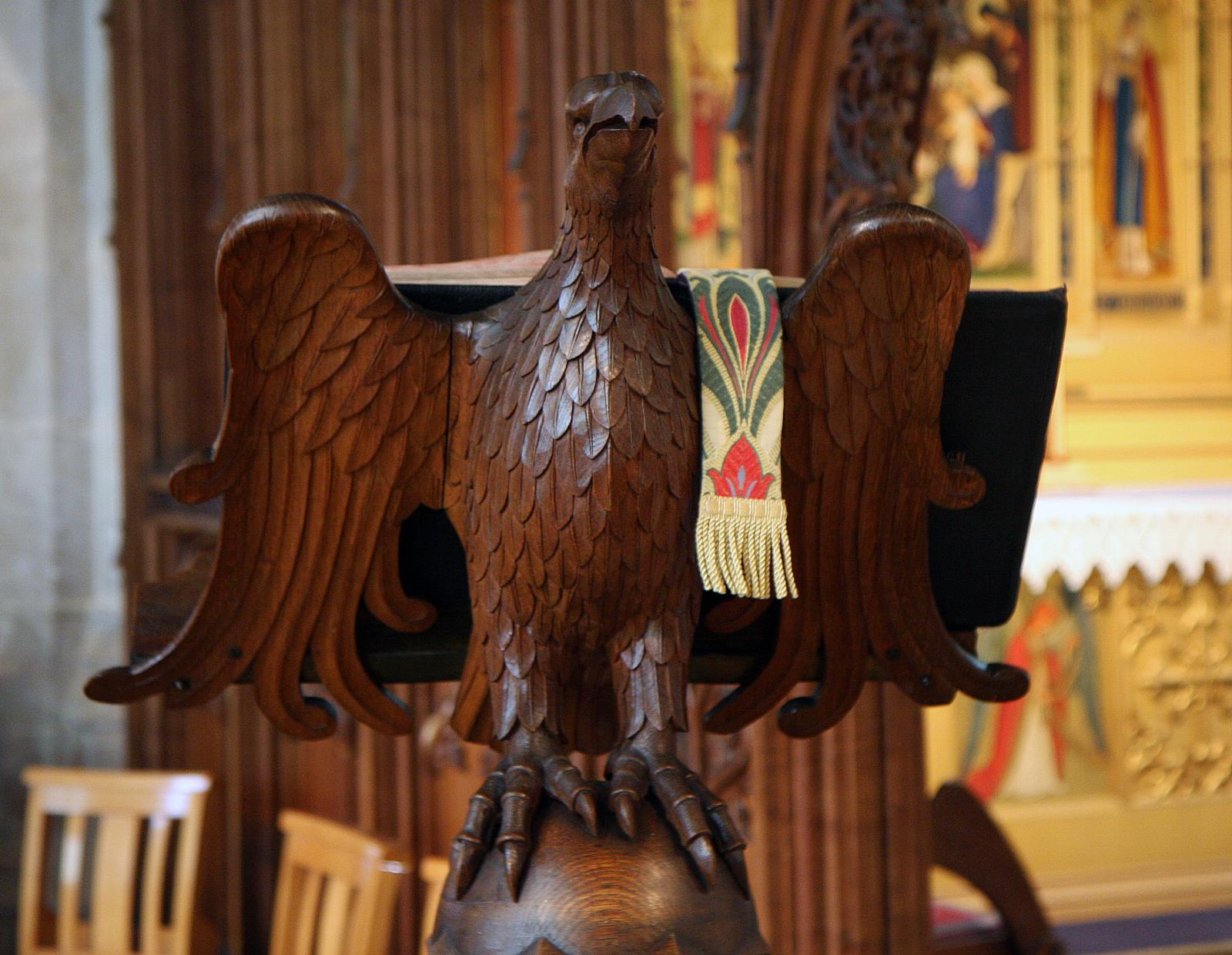
Aigle lutrin à l'église Saint-Nicolas, Blakeney, Norfolk, Angleterre

Un aigle lutrin est un pupitre en forme d'aigle aux ailes déployées, permettant ainsi d'y soutenir la Bible. Le terme lutrin fait référence à un meuble sur lequel poser un livre. Ils sont présents dans les églises de rite protestant et anglican mais leur utilisation est antérieure à la Réforme et se retrouvent également dans les églises catholiques.

## Histoire
Les lutrins ont pour première usage, dans la religion catholique, de servir d'appui aux moines copistes pour recopier et enluminer leurs ouvrages. Leur usage évolue peu à peu et ils sont utilisés pour supporter des livres de prière lourds et peu maniables, notamment les livres de chant.
La tradition des aigles lutrins comme pupitres est antérieure à la Réforme. Ils apparaissent à l'époque gothique (du milieu du XIIe siècle au début du XIVe siècle) et sont alors conçus pour accueillir les antiphonaires, livres utilisés durant les parties chantées de la messe. Ils peuvent aussi permettre d'y faire reposer la Bible.
Des exemples médiévaux existent encore dans un certain nombre d'églises anglaises, notamment l'église St Margaret à King's Lynn et l'église paroissiale d'Ottery St Mary. Le Dunkeld Lectern est un autre pupitre médiéval à aigle remarquable.
Les messes ne comprenant plus de chant grégorien à l'époque contemporaine, l'aigle lutrin n'est plus utilisé pour soutenir les livres de chant, d'autant qu'ils sont désormais bien moins encombrants. Cependant, le pupitre sert toujours occasionnellement lors de la messe,.

## Symbole
Le symbole de l'aigle provient de la croyance que l'oiseau est capable de fixer le soleil du regard et que les chrétiens étaient également capables de contempler la Révélation de la parole divine. D'autre part, l'aigle est considéré comme l'oiseau pouvant voler le plus haut dans le ciel et était donc le plus proche du ciel. Il symbolise donc la transmission de la parole de Dieu aux quatre coins du monde.
L'aigle est le symbole utilisé pour représenter l'apôtre Jean. Dans l'art, Jean est souvent représenté avec un aigle, qui symbolise la hauteur à laquelle il s'est élevé dans le premier chapitre de son évangile. Traditionnellement, chacun des quatre évangiles représente un aspect différent de Jésus : le Messie, le serviteur, l'homme et Dieu ; chacun des évangélistes sont représentés par des animaux dans Apocalypse 4:7. L'Évangile de Jean, étant celle qui concerne le plus la divinité de Jésus, est représentée par l'aigle. Comme on le croit directement adressé à l'Église, il a une signification particulière dans l'art chrétien. L’aigle est également devenu l’inspiration des évangiles.
L'aigle est aussi un symbole de la Résurrection. Il symbolise enfin la lutte du bien contre le mal.